# Santé au Maroc
Le système de santé au Maroc est la politique de santé élaborée par le Royaume du Maroc.
Le budget du Ministère de la Santé représente 6,9% du budget de l’État en 2021 soit moins que la norme de 10% recommandée par l'OMS. En 2021, plus de 60% des dépenses de santé sont payées directement par les familles marocaines .
Le système de santé au Maroc souffre de 4 grands problèmes. En premier lieu, une large partie de la population marocaine, plus de la majorité, n'a pas de couverture médicale. En deuxième lieu, les politiques de prévention contre le tabagisme, l'obésité ou les accidents du travail sont trop faibles, voir inexistantes dans certains secteurs comme la construction.
En troisième lieu, le pays a un secteur privé profitable, (laboratoires, cliniques privées) mais peu transparent sur son efficacité et ses contributions fiscales ,. Enfin, en quatrième lieu, le pays souffre d'un faible nombre de médecins et d'infirmiers. Le Maroc compterait en 2021 seulement 7 médecins pour 10 000 habitants contre 13 médecins par 10 000 habitants en Tunisie et 65 médecins pour 10 000 habitants en France .

## Histoire
Le Maroc est devenu un pays indépendant en 1956. A cette époque, il n'y avait que 400 praticiens privés et 300 médecins de santé publique dans tout le pays. En 1992, le gouvernement avait considérablement amélioré les services et la qualité des soins de santé. Les soins de santé étaient accessibles à plus de 70% de la population. Des programmes et des cours d'enseignement de la santé et de l'hygiène ont été mis en place pour informer les parents et les enfants sur la manière de prendre correctement soin de leur propre santé et de celle de leur famille.
La première politique de soins de santé au Maroc a été élaborée en 1959. La majorité des services de soins de santé gratuits et leur gestion sont axés sur le grand public. L’État assure le financement et l'administration. Le ministère de la santé gère les instituts et laboratoires nationaux, le réseau de soins de base et le réseau hospitalier. Le ministère de la Défense possède et gère ses propres hôpitaux, et les gouvernements locaux gèrent les services de santé des villes.
Le système de santé est composé de l'AMO (Assurance maladie Obligatoire). L'AMO est divisée en deux sections : La CNSS (privée) et la CNOPS (publique). Il existe également le RAMED, un programme d'assurance maladie contre les tragédies financières dues aux problèmes de santé.
Le système de santé marocain comporte quatre niveaux, le premier étant celui des "soins de santé primaires". Elle comprend les cliniques, les centres de santé et les hôpitaux locaux pour les soins de publics, ainsi que les infirmeries et les cabinets médicaux pour les soins de santé privés.
La deuxième section comprend les hôpitaux provinciaux et préfectoraux pour la santé publique, et les cliniques et bureaux spécialisés pour la santé privée.
La troisième section comprend les hôpitaux de toutes les grandes villes, et la quatrième comprend les hôpitaux universitaires. ces centres disposent des équipements les plus avancés.
Depuis le lancement du Nouveau Modèle de Développement, plusieurs nouveaux hôpitaux et Centres Hospitaliers Universitaires (CHU) ont été construits et réhabilités à partir de 2022, afin de renforcer l’accès aux soins spécialisés et de moderniser l’infrastructure sanitaire du pays,.

## État de santé général
Le Maroc a également fait des progrès significatifs dans la réduction de la prévalence des maladies infectieuses, et a éradiqué la polio, le paludisme, grâce à une variété de programmes de sensibilisation sur la façon de traiter et de prévenir les maladies transmissibles, en plus des campagnes de vaccination élargies et de l'introduction de nouveaux médicaments sur le marché. Bien que largement sous contrôle, des maladies telles que l'hépatite sont encore répandues et des efforts sont en cours pour réduire le nombre de patients affectés.
Les maladies non transmissibles constituent une priorité encore plus grande pour le secteur. Selon une étude récente menée par le ministère de la Santé (MS), les maladies non transmissibles sont à l'origine de 75% des décès, comme les maladies cardiovasculaires (34%), le diabète (12%) et le cancer (11%).
Le Maroc est confronté à un exode de ses médecins diplômées, vers l'Europe, et notamment la France.

## Statistiques

### Tabagisme
Le tabac est une des principales causes d'hypertension, de cancer et de maladies cardiovasculaires.

On estime qu'en 2020, environ 13,5% de la population marocaine fume. Cependant, près de 32% de la population marocaine est exposée au tabagisme passif et présente des risques de développer des problèmes de santé. 

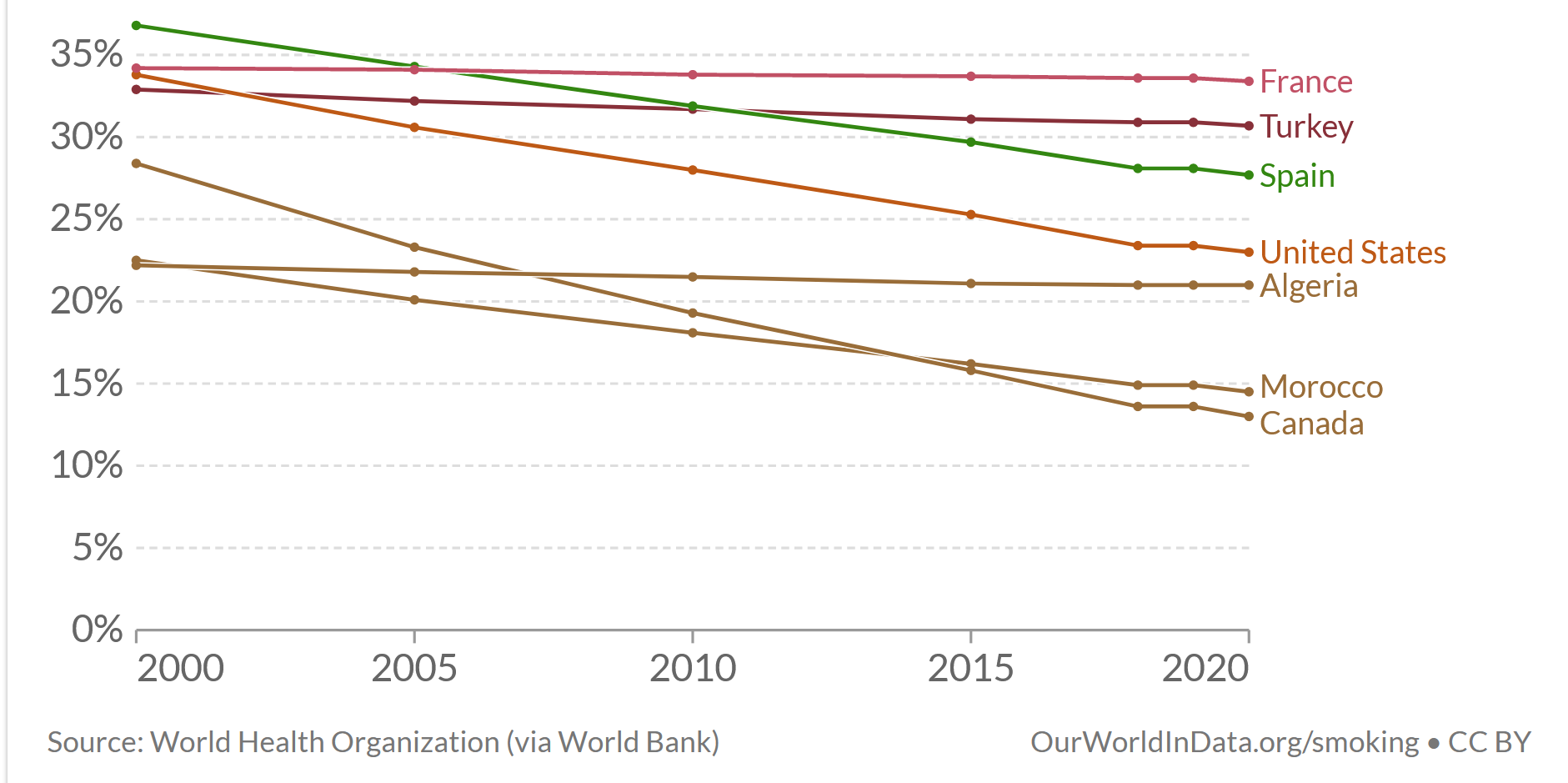
Source : Organisation Mondiale de la Santé

En 2019, on estime que le tabagisme a coûté 5 milliards de dirhams aux services de santé.
Ce chiffre ne prend pas en compte le coût des incendies déclenchées par les mégots de cigarette.

### Obésité
Les personnes en situation d'obésité présentent plus de risques de souffrir de douleurs et de développer des maladies.
On estime en 2016 que près 24,8% des marocains sont obèses, l'alimentation devenant de plus en plus industrielle.
Selon certains, la situation est aggravée par la subvention aux produits sucrés via la caisse de compensation.

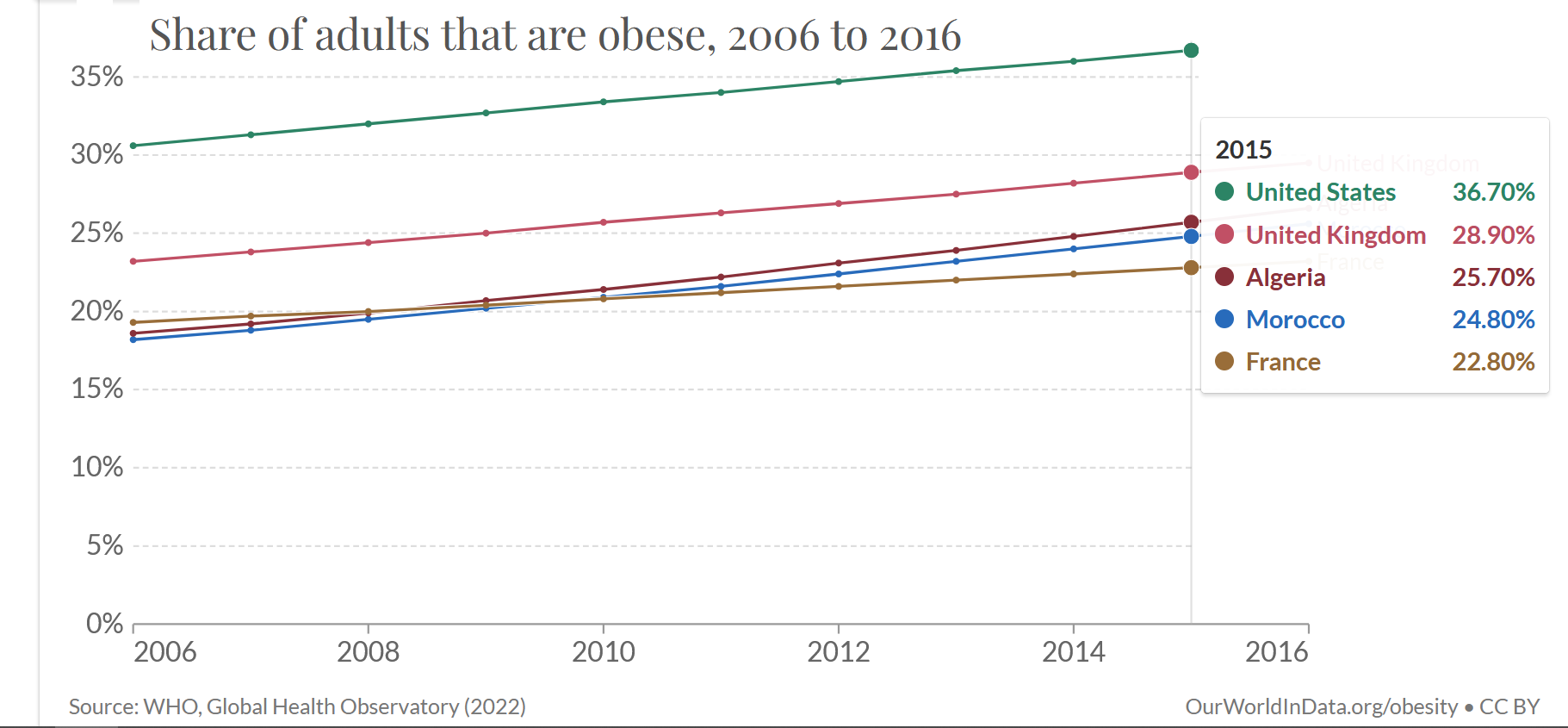
Source : Organisation Mondiale de la Santé